# José Quintanilla
José Quintanilla (Sonsonate, 29 ottobre 1947 – 1977) è stato un calciatore salvadoregno, di ruolo centrocampista.

## Carriera
Con la Nazionale salvadoregna ha preso parte ai Giochi olimpici del 1968 e ai Mondiali 1970.